# Arrapha

Mapa imperium nowoasyryjskiego z zaznaczonym położeniem Arraphy

Arrapha (w transliteracji z pisma klinowego zapisywane zazwyczaj uruArrap-ha) – starożytne huryckie i asyryjskie miasto w północno-wschodniej Mezopotamii, w regionie na wschód od rzeki Tygrys. Nieprzebadane archeologicznie, jako że jego pozostałości leżą pod obecnym irackim miastem Kirkuk (ok. 250 km na północ od Bagdadu). Poświadczona w źródłach pisanych historia Arraphy obejmuje okres od wczesnej epoki brązu aż do epoki hellenistycznej.

## Historia
Arrapha pojawia się po raz pierwszy w źródłach pisanych pochodzących z czasów panowania III dynastii z Ur (2113-2005 p.n.e.). Następnie miasto to wymieniane jest w tekstach z okresu staroasyryjskiego (ok. 2000-1750 p.n.e.) i okresu starobabilońskiego (ok. 1900-1600 p.n.e.). 
W swych inskrypcjach asyryjski król Szamszi-Adad I (1814-1782 p.n.e.) podaje, iż zdobył Arraphę w trakcie wyprawy wojennej przeciw królestwu Qabta, leżącemu w rejonie Małego Zabu. W samym mieście miał on złożyć ofiary tamtejszym bogom: bogu słońca i bogu burzy. Według listów odkrytych w Nuzi, mieście leżącym ok. 10 km na południowy zachód od Arraphy, już w okresie staroasyryjskim Arrapha miała być ważnym ośrodkiem handlowym, z własnymi kupcami prowadzącymi stamtąd swe interesy. 
Arrapha pojawia się również w tekstach z Mari, pochodzących z czasów panowania Zimri-Lima (1775-1761 p.n.e.). Występuje ona w nich jako jedno z królestw z którymi Zimri-Lim utrzymywał stosunki dyplomatyczne. Arrapha następnie podbita została przez Hammurapiego (1792-1750 p.n.e.) z Babilonu, ale już jego syn i następca, Samsu-iluna (1749-1712 p.n.e.), utracił nad nią kontrolę. 
W kolejnych wiekach w rejonie Arraphy zaczęły osiedlać się plemiona huryckie. W XIV wieku p.n.e. miasto to było już stolicą niewielkiego królestwa, zamieszkanego głównie przez ludność hurycką. Królestwo to, obejmujące m.in. miasto Nuzi, podległe było huryckiemu królestwu Mitanni. Wiele z tekstów odkrytych w Nuzi odnosi się do królów Arraphy i najważniejszych świątyń w tym mieście, poświęconych bogu burzy, bogu Nergalowi oraz bogini Isztar z Niniwy.
Po upadku Mitanni Arrapha stała się częścią rozrastającego się królestwa średnioasyryjskiego, by później znaleźć się pod kontrolą babilońskich władcow z dynastii kasyckiej. W ręce asyryjskie Arrapha powróciła za panowania króla Tukulti-Ninurty I (1243-1207 p.n.e.), po jego podboju Babilonii w 1235 roku p.n.e.. W dokumentach administracyjnych pochodzących z Aszur, a datowanych na krótkie panowanie asyryjskiego króla Ninurty-tukulti-Aszura (1133/1132 p.n.e.), Arrapha wymieniana jest wśród miast przysyłających płody rolne do asyryjskiej stolicy. 
Strategiczne położenie Arraphy na granicy asyryjsko-babilońskiej sprawiŁo, iż kolejni władcy asyryjscy i babilońscy toczyli częste wojny nadgraniczne o dominację nad tym miastem i regionem w którym się znajdowało. Sama Arrapha kilkukrotnie przechodziła z rąk do rąk. W końcu X wieku p.n.e. asyryjskiemu królowi Adad-nirari II (911-891 p.n.e.) udało się pokonać babilońskiego króla Szamasz-mudammiqa i zająć część Babilonii, w tym Arraphę. Miasto pozostało w rękach asyryjskich, ale co najmniej dwukrotnie jego mieszkańcy zbuntowali się przeciw władzy królów asyryjskich. Za panowania Salmanasara III (858-824 p.n.e.) Arrapha i wiele innych miast dołączyło do rebelii Aszur-da’’in-apla, syna króla, który wystąpił przeciw swemu ojcu. Rebelię tą stłumić dopiero zdołał Szamszi-Adad V (823-811 p.n.e.), drugi syn i następca Salmanasara III. Według asyryjskiej kroniki eponimów kolejny bunt w Arraphie miał mieć miejsce w 761 roku p.n.e., za czasów panowania króla Aszur-dana III (772-755 p.n.e.). I ten bunt został stłumiony, a Arrapha ponownie znalazła się pod kontrolą królów Asyrii. Jeden z kolejnych królów, Tiglat-Pileser III (744-727 p.n.e.), przesiedlił w rejon miasta plemiona aramejskie, a cały region przekształcił w asyryjską prowincję z Arraphą jako jego stolicą
Z czasów panowania asyryjskiego króla Sargona II (721-705 p.n.e.) znana jest grupa listów wysłanych do niego przez dostojników z Arraphy. Za rządów Sennacheryba (704-681 p.n.e.) gubernator Arraphy otrzymał zwierzchnictwo nad miastami Hardiszpi i Bit-Kilamzah, gdzie król kazał osiedlić ludność przesiedloną z innych obszarów imperium. Arrapha odgrywała ważną rolę przy zabezpieczaniu wschodnich granic imperium, a w czasie panowania Aszurbanipala (669-630/627? p.n.e.) jej gubernator był jednocześnie jednym z najważniejszych dowódców wojskowych w regionie. 
W 616 roku p.n.e. babiloński król Nabopolassar pokonał połączone asyryjsko-egipskie wojska w wielkiej bitwie pod Arraphą. W następnym roku Arrapha stała się celem wyprawy wojennej medyjskiego króla Kyaksaresa, ale wynik tej wyprawy, z powodu uszkodzenia tekstu zawierającego tę informację, nie jest znany. W 612 roku p.n.e. połączone siły babilońsko-medyjskie zdobyły asyryjską stolicę Niniwę, kładąc tym samym kres imperium asyryjskiemu. 
W epoce hellenistycznej Arrapha, wchodząca w skład imperium Seleucydów, znana była pod nazwą Karka.

## Prowincja asyryjska
Około 900 r. p.n.e. Arrapha zdobyta została przez asyryjskiego króla Adad-nirari II (911-891 p.n.e.), stając się stolicą asyryjskiej prowincji o tej samej nazwie. Począwszy od rządów Salmanasara III (858-824 p.n.e.) aż do rządów Sargona II (722-705 p.n.e.) gubernatorzy Arraphy pojawiają się regularnie w asyryjskich listach i kronikach eponimów jako urzędnicy limmu (eponimowie). Prowincja wzmiankowana jest też w listach Tiglat-Pilesera III (744-727 p.n.e.), Sargona II (722-705 p.n.e.), Sennacheryba (704-681 p.n.e.), Asarhaddona (680-669 p.n.e.) i Aszurbanipala (668-627? p.n.e.), głównie w związku z asyryjskimi działaniami w Babilonii.
Asyryjscy gubernatorzy Arraphy znani z asyryjskich list i kronik eponimów:
- Ilu-mukin-ahi – pełnił urząd eponima w 828 r. p.n.e.[7][8];
- Szamasz-kumua – pełnił urząd eponima w 811 r. p.n.e.[7][9];
- Aszur-balti-ekurri – pełnił urząd eponima w 802 r. p.n.e.[7][9];
- Bel-ilaja – pełnił urząd eponima w 769 r. p.n.e.[7][10];
- Nabu-belu-usur – pełnił urząd eponima w 745 r. p.n.e.[7][11];
- Aszur-szallimanni – pełnił urząd eponima w 735 r. p.n.e.[7][11];
- Isztar-duri – pełnił urząd eponima w 714 r. p.n.e.[7][12]